# Xì Trum (truyện tranh)
Xì Trum (tiếng Pháp là Les Schtroumpfs) loạt truyện tranh Pháp-Bỉ vốn được vẽ bởi họa sĩ Peyo (và sau này là Studio Peyo) bắt đầu phát hành từ năm 1959 đến nay. Cốt truyện chủ yếu xoay quanh cuộc sống hằng ngày của một chủng tộc tí hon được gọi là Xì Trum định cư ở một nơi biệt lập loài người.

## Quá trình hình thành

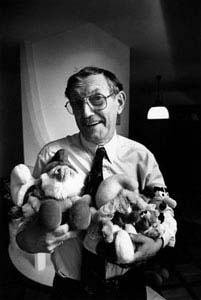
Tác giả Peyo (1990) by Erling Mandelmann

Năm 1952, Peyo đã vẽ một bộ truyện tranh đăng trên tạp chí Le Journal de Spirou mang tên Johan et Pirlouit (tạm dịch: Johan và Pirlouit) với bối cảnh là Châu Âu thời Trung cổ. Johan là người hầu cho vua, và Pirlouit là người bạn nhỏ đồng hành trung thành, mặc dù hay khoác lác và gian xảo. Mỗi tập là một chuyến phiêu lưu của hai người bạn đến những vùng đất mới và gặp gỡ những con người mới.

Ngày 23 tháng 10 năm 1958, trong truyện La flûte à six trous của bộ truyện nói trên, Peyo lần đầu đã cho nhóm người Xì Trum xuất hiện. Đó là khi bộ đôi Johan và Pirlouit có nhiệm vụ khôi phục lại cây sáo thần bằng phép thuật của phù thủy Homnibus. Trên đường đi, bộ đôi gặp những sinh vật nhỏ màu xanh giống người, đuôi thỏ, mặc đồ trắng mang tên "Xì Trum" (tên gốc. Schtroumpf) với vị thủ lĩnh già nhất được gọi là Tí Vua (tên gốc Grand Schtroumpf). Tiếp nối sự thành công lớn của Xì Trum, bộ truyện Xì Trum độc lập đầu tiên xuất hiện trên Spirou năm 1959 cùng với những sản phẩm thương mại ăn theo.

## Đón nhận
Xì Trum được đông đảo độc giả đón nhận nồng nhiệt kể từ lúc còn là những nhân vật trong Johan et Pirlouit cho đến khi thành một bộ truyện độc lập.

## Phát hành

### Trong bộ truyện Johan et Pirlouit
Bộ tộc Xì Trum xuất hiện trong cả thảy 6 tập của Johan et Pirlouit:
1. La flûte à six trous
2. La guerre des sept fontaines
3. Le pays maudit
4. Le sortilège de Maltrochu
5. La horde du corbeau
6. La nuit des sorciers

### Bộ kinh điển
Bộ truyện bao gồm 37 tập tính đến năm 2019, bao gồm 16 tập xuất bản bởi họa sĩ Peyo lúc sinh thời và các tập tiếp theo bởi Studio Peyo sau khi Peyo qua đời. Bộ truyện lần đầu được dịch và xuất bản nửa chừng ở Việt Nam bởi Nhà xuất bản Thanh Niên không có bản quyền. Ngày 27 tháng 01 năm 2013, sau nhiều lần úp mở, TVM Comics chính thức thông báo việc mua bản quyền và phát hành Xì Trum trên trang facebook chính thức. Tập đầu tiên phát hành ngày 20 tháng 02.

| - 001. Xì Trum Đen - 002. Xì Trum Bay - 003. Kẻ Bắt Cóc Xì Trum |

| - 001. Tí Điện Hạ - 002. Bản Giao Hưởng Xì Trum |

| - 001. Tí Cô Nương - 002. Xì Trum Gặp Nạn Đói |

| - 001. Xì Trum và Quả Trứng Thần - 002. Xì Trum Thứ Một Trăm - 003. Xì Trum Giả Mạo |

| - 001. Xì Trum và Chim Cracoucass - 002. Tàu Tốc Hành Xì Trum |

| - 001. Xì Trum Phi Hành Gia - 002. Xì Trum Mưa |

| - 001. Xì Trum Tập Sự - 002. Xì Trum Mắc Bẫy - 003. Romeo và Tí Cô Nương |

| - 001. Những Câu Chuyện về Xì Trum |

| - 001. Thế Vận Hội Xì Trum - 002. Xì Trum Xì Trum |

| - 001. Món Súp Xì Trum |

| - 001. Xì Trum Lễ Phục Sinh - 002. Xì Trum Khu Vườn - 003. Xì Trum Tham Gia Thế Vận Hội |

| - 001. Tí Baby - 002. Tí Khéo Tay - 003. Tí Hoạ Sĩ - 004. Một Bữa Tiệc Xì Trum |

| - 001. Xì Trum Tí Hon - 002. Xì Trum Robot |

| - 001. Xì Trum Phi Công & 4 cuộc phiêu lưu khác |

| - 001. Sự thức giấc bất thường của Tí Lười & 4 cuộc phiêu lưu khác |

### Truyện tranh nhỏ
Những năm 70 và 80, Look-In, một tạp chí dành cho trẻ em đăng định kì những mẩu truyện nhỏ mang tên 'Meet The Smurfs (Gặp Xì Trum).